# Geleenbeek

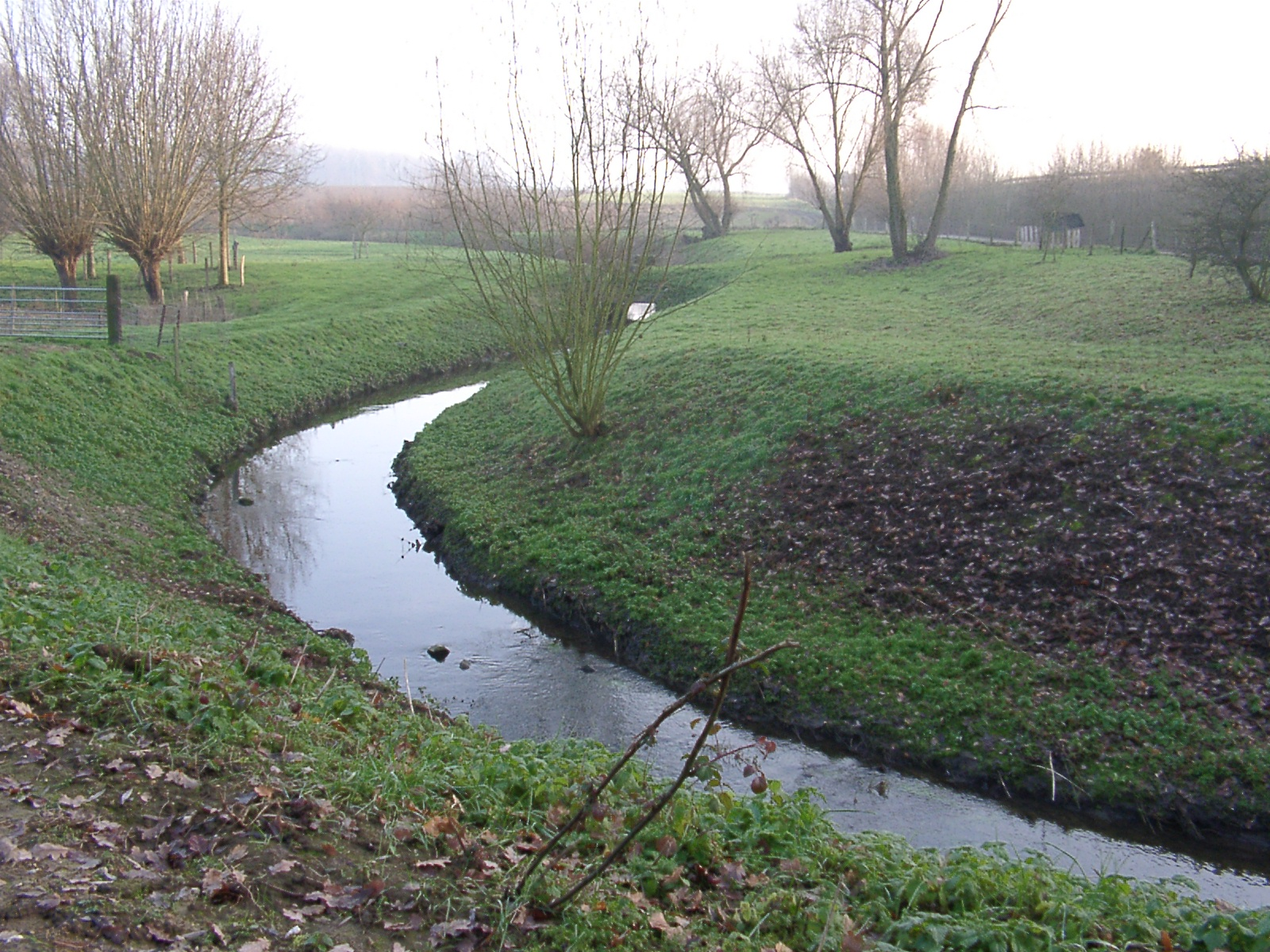
O Geleenbeek próximo a Heerlen

Geleenbeek é um pequeno rio em Limburgo, na Holanda.
É afluente do Rio Mosa.